# Walter S. Gurnee
Pour les articles homonymes, voir Gurnee.
Walter Smith Gurnee (né le 9 mars 1813 à Haverstraw dans l'État de New York - mort le 17 avril 1903 à New York) était un homme politique américain, membre du Parti démocrate. Il fut trésorier municipal de Chicago (City Treasurer) de 1840 à 1845 puis maire de Chicago de 1851 à 1853. Il fut également l'un des fondateurs du Chicago Board of Trade (CBOT) et le président de la Chicago Railroad Company, une compagnie de chemin de fer de la région de Chicago qui n'existe plus à ce jour et qui fut englobée dans le réseau Metra.

## Biographie
Gurnee est né en 1813 à Haverstraw, dans le comté de Herkimer, dans l'État de New York, et s'installe en 1836 à Chicago après avoir passé du temps dans le Michigan. Il est le fils de Halstead Gurnee et Hannah Gurnee. Il épouse Mary Matilda Gurnee avec laquelle il aura sept enfants : Mary Evelyn Gurnee, Delia Gurnee, Frances Medora Gurnee, Walter Smith Gurnee, Jr., Grace Gurnee, Augustus Coe Gurnee, et Isabelle Gurnee.
Une fois à Chicago, il y établit une tannerie qui, en 1844, employait entre trente et cinquante hommes. Gurnee était le principal partenaire de Gurnee & Matteson, une entreprise de sellerie et de cuir. Gurnee a suffisamment bien réussi dans cette entreprise, et dans sa tannerie, pour amasser une grande fortune avant de s'installer à New York.

## Carrière politique
En 1840, il devient membre du gouvernement de Chicago en tant que trésorier municipal pour la ville de Chicago responsable des finances de la ville. Il était un membre fondateur du Chicago Board of Trade (CBOT). Avant de devenir le 14e maire de Chicago, Gurnee a fait campagne pour la mairie sur la question de la propriété publique de l'approvisionnement en eau de la ville.
Une fois en poste, il se bat contre la fusion des chemins de fer de l'Illinois Central Railroad et du Michigan Central Railroad, qui devaient à l'origine se rejoindre au sud de la ville. Il est élu pour deux mandats, remportant la mairie en 1851 et étant réélu en 1852.
Gurnee a tenté sans succès d'organiser un retour à la mairie lors des élections municipales de 1860. Il a perdu face à John Wentworth, qui avait déjà effectué un mandat de maire en tant que démocrate, mais qui était passé au Parti républicain.

## Fin de vie
Gurnee fut pendant longtemps un résident de Chicago mais déménagea à New York après s'être retiré de la politique et du monde des affaires. Il meurt le 17 avril 1903 dans sa résidence de Manhattan à l'âge de 90 ans. Il est enterré au cimetière de la petite ville de Sleepy Hollow, dans le comté de Westchester, au nord de New York.

## Sources
- Andreas, A.T. History of Chicago: From the Earliest Period to the Present Time. A.T. Andreas, 1884–86.
- "Early Day Mayor Dead", Chicago Daily Tribune, April 19, 1903, p. 7.
- Grossman, James R., Ann Durkin Keating and Janice L. Reiff, editors. Encyclopedia of Chicago. University of Chicago Press, 2004.
- "Obituary 1 -- No Title", Chicago Daily Tribune, September 17, 1893, p. 5.
- "Obituary 1 -- No Title", New York Times, April 20, 1903, p. 7.